# Władysław Dubinczak
Władysław Jurijowycz Dubinczak, ukr. Владислав Юрійович Дубінчак (ur. 1 lipca 1998 w Tomaszpolu) – ukraiński piłkarz, grający na pozycji obrońcy.

## Kariera piłkarska

### Kariera klubowa
Wychowanek klubu BRW-WIK Włodzimierz Wołyński oraz Akademii Piłkarskiej Dynamo Kijów, barwy których bronił w juniorskich mistrzostwach Ukrainy (DJuFL). 3 września 2014 roku rozpoczął karierę piłkarską w juniorskiej drużynie Dynamo U-19, potem grał w młodzieżowej drużynie. 17 lipca 2018 został wypożyczony do Arsenału Kijów. 2 lipca 2019 przeniósł się do Karpat Lwów na zasadach wypożyczenia.

### Kariera reprezentacyjna
W 2013 debiutował w juniorskiej reprezentacji Ukrainy U-15. W latach 2014–2015 występował w reprezentacji U-17. Potem do 2017 bronił barw U-19.